# 참기름
참기름 또는 진유(眞油, 영어: sesame oil)는 참깨를 원료로 짠 기름이다. 한국 요리를 비롯한 중국 요리, 일본 요리 등 아시아의 요리에 흔히 쓰인다.

## 참기름 지방산 분포
참기름에 들어 있는 지방산의 분포는 아래의 표와 같다.
| 지방산       | 학술명 | 최소치 | 최대치 |
| ------------ | ------ | ------ | ------ |
| 팔미트산     | C16:0  | 7.0 %  | 12.0 % |
| 팔미토레익산 | C16:1  | trace  | 0.5 %  |
| 스테아르산   | C18:0  | 3.5 %  | 6.0 %  |
| 올레산       | C18:1  | 35.0 % | 50.0 % |
| 리놀레산     | C18:2  | 35.0 % | 50.0 % |
| 리놀렌산     | C18:3  | trace  | 1.0 %  |
| 에이코세노산 | C20:1  | trace  | 1.0 %  |

## 만드는 법

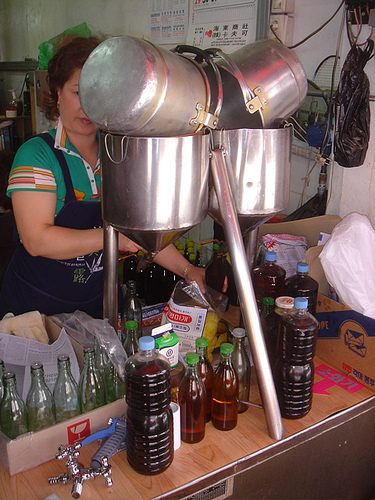
경기도 성남시 모란 민속장의 한 방앗간에서 참기름을 짜는 모습

채유하는 방법은 온압법과 냉압법의 2가지가 있다. 한국의 참기름은 온압법을 사용하며 참깨를 섭씨 210도보다 높은 온도에서 볶아 유지를 활성화 시킨 뒤 압착하여 만든다. 온압법으로 짠 기름은 빛깔이 짙고 특유 향미가 진해진다. 특유 향미를 유지해야 하기 때문에 정제를 하지 않는다. 그리고 발연점과 발화점이 낮아서 고온으로 가열할 경우 발암물질이 생성되므로 튀김 요리에 부적합하다.

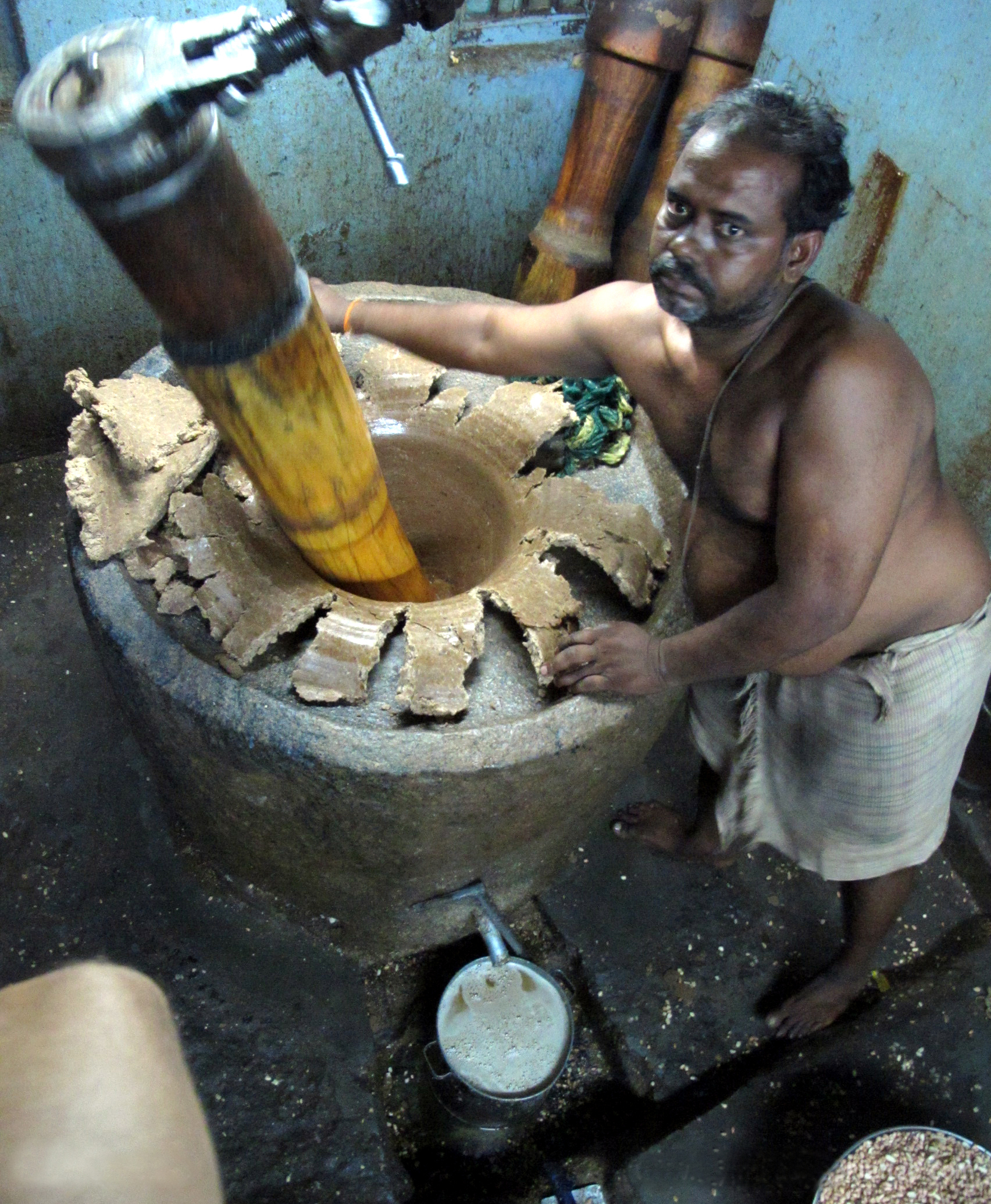
인도 타밀 지방에서 참기름을 짜는 모습

다른 나라에서는 냉압법이라 하여 볶지 않고 압착하는 방법을 쓰기도 한다. 볶지 않고 압착하는 방법으로 짠 참기름은 빛깔과 엷고 향미도 덜하다. 그리고 발연점과 발화점이 높아서 튀김 요리에 쓸 수도 있다. 냉압법으로 짠 참기름은 산패도 및 명도 등의 품질이 매우 우수하나 추출량이 매우 적은 단점이 있다.
과거의 참기름은 단가가 매우 높았는데 이는 참깨의 수확량이 높지 않았으며, 볶은 참깨를 명주 천 등에 싸서 무거운 돌 따위로 눌러 압착하는 전통 방식이라 추출량이 적었다. 이후 중국산 참깨가 대량으로 수입되면서 참깨의 단가가 낮아지고, 기계설비가 발달함으로써 압착기를 이용하여 고압력으로 압착해서 추출량을 늘릴 수 있게 되어 현재의 참기름 단가는 과거에 비해 낮은 편이다. 압착기를 통해 압착을 할 경우 같은 양의 참깨에서 기름 추출량은 많아지나 탁한 맛도 같이 추출된다는 점이 있다.

## 쓰임새
참기름은 고소한 맛이 나며 특유의 강한 냄새가 난다. 이 때문에 한국 요리에서 조미료로 두루 쓰인다. 콩기름과 같이 음식을 만드는 식용유로 사용되기도 한다.
강한 향 때문에 음식의 소량만을 첨가함으로써 음식의 풍미가 매우 다르게 바뀌기 때문에 재료 고유의 맛을 살려야 하는 경우에는 넣지 않는다.
일본의 도쿄에서는 냉압법으로 짠 참기름에 재료를 즉석으로 튀기는 조리법을 쓰기도 한다.

## 원산지 표기 및 유사 참기름 문제
한국산 참깨는 여전히 수확량이 많지 않기 때문에 한국에서 볼 수 있는 참기름의 참깨 원산지가 상당수 수입산으로 되어 있다. 한국산은 재래시장(전통시장)의 방앗간 등이 아니면 찾기가 힘든데, 일부 재래시장에서는 외국산 참깨와 섞어 파는 곳도 있으며, 일부는 원산지 표기를 국산으로 속여 파는 사례도 있다.
그리고 일부 저렴한 가격의 참기름의 경우 유사 참기름(가짜 참기름)일 가능성도 적지 않다. 이 유사 참기름은 100% 참깨를 쓰지 않고 보통 옥수수기름, 채종유, 땅콩기름 등을 참기름과 섞어 판매한다.

## 속성
| 유형                                              | 가공 처리 | 포화 지방산 | 단일불포화 지방산 | 단일불포화 지방산 | 고도불포화 지방산 | 고도불포화 지방산 | 고도불포화 지방산 | 고도불포화 지방산 | 발연점          |
| 유형                                              | 가공 처리 | 포화 지방산 | 전체              | 올레 산 (ω-9)     | 전체              | α-리놀렌 산 (ω-3) | 리놀레 산 (ω-6)   | ω-6:3 비율        | 발연점          |
| ------------------------------------------------- | --------- | ----------- | ----------------- | ----------------- | ----------------- | ----------------- | ----------------- | ----------------- | --------------- |
| 아몬드                                            |           |             |                   |                   |                   |                   |                   |                   |                 |
| 아보카도                                          |           | 11.6        | 70.6              | 52-66             | 13.5              | 1                 | 12.5              | 12.5:1            | 250 °C (482 °F) |
| 브라질너트                                        |           | 24.8        | 32.7              | 31.3              | 42.0              | 0.1               | 41.9              | 419:1             | 208 °C (406 °F) |
| 카놀라                                            |           | 7.4         | 63.3              | 61.8              | 28.1              | 9.1               | 18.6              | 2:1               | 238 °C (460 °F) |
| 캐슈나무                                          |           |             |                   |                   |                   |                   |                   |                   |                 |
| 치아씨                                            |           |             |                   |                   |                   |                   |                   |                   |                 |
| 카카오 버터 기름                                  |           |             |                   |                   |                   |                   |                   |                   |                 |
| 코코넛                                            |           | 82.5        | 6.3               | 6                 | 1.7               |                   |                   |                   | 175 °C (347 °F) |
| 옥수수                                            |           | 12.9        | 27.6              | 27.3              | 54.7              | 1                 | 58                | 58:1              | 232 °C (450 °F) |
| 면실                                              |           | 25.9        | 17.8              | 19                | 51.9              | 1                 | 54                | 54:1              | 216 °C (420 °F) |
| 아마씨                                            |           | 9.0         | 18.4              | 18                | 67.8              | 53                | 13                | 0.2:1             | 107 °C (225 °F) |
| 포도씨                                            |           | 10.5        | 14.3              | 14.3              | 74.7              | -                 | 74.7              | 매우 높음         | 216 °C (421 °F) |
| 삼씨                                              |           | 7.0         | 9.0               | 9.0               | 82.0              | 22.0              | 54.0              | 2.5:1             | 166 °C (330 °F) |
| 우라드콩                                          |           |             |                   |                   |                   |                   |                   |                   |                 |
| 겨자기름                                          |           |             |                   |                   |                   |                   |                   |                   |                 |
| 올리브                                            |           | 13.8        | 73.0              | 71.3              | 10.5              | 0.7               | 9.8               | 14:1              | 193 °C (380 °F) |
| 팜                                                |           | 49.3        | 37.0              | 40                | 9.3               | 0.2               | 9.1               | 45.5:1            | 235 °C (455 °F) |
| 땅콩                                              |           | 20.3        | 48.1              | 46.5              | 31.5              | 0                 | 31.4              | 매우 높음         | 232 °C (450 °F) |
| 피칸 기름                                         |           |             |                   |                   |                   |                   |                   |                   |                 |
| 들기름                                            |           |             |                   |                   |                   |                   |                   |                   |                 |
| 겨기름                                            |           |             |                   |                   |                   |                   |                   |                   |                 |
| 잇꽃                                              |           | 7.5         | 75.2              | 75.2              | 12.8              | 0                 | 12.8              | 매우 높음         | 212 °C (414 °F) |
| 참깨                                              | ?         | 14.2        | 39.7              | 39.3              | 41.7              | 0.3               | 41.3              | 138:1             |                 |
| 콩                                                | 부분 경화 | 14.9        | 43.0              | 42.5              | 37.6              | 2.6               | 34.9              | 13.4:1            |                 |
| 콩                                                |           | 15.6        | 22.8              | 22.6              | 57.7              | 7                 | 51                | 7.3:1             | 238 °C (460 °F) |
| 호두기름                                          |           |             |                   |                   |                   |                   |                   |                   |                 |
| 해바라기씨 (표준)                                 |           | 10.3        | 19.5              | 19.5              | 65.7              | 0                 | 65.7              | 매우 높음         | 227 °C (440 °F) |
| 해바라기씨 (< 60% linoleic)                       |           | 10.1        | 45.4              | 45.3              | 40.1              | 0.2               | 39.8              | 199:1             |                 |
| 해바라기씨 (> 70% oleic)                          |           | 9.9         | 83.7              | 82.6              | 3.8               | 0.2               | 3.6               | 18:1              | 232 °C (450 °F) |
| 면실                                              | 경화      | 93.6        | 1.5               |                   | 0.6               | 0.2               | 0.3               | 1.5:1             |                 |
| 팜                                                | 경화      | 88.2        | 5.7               |                   | 0                 |                   |                   |                   |                 |
| 영양 수치는 총 지방 무게 당 백분율(%)로 표현된다. |           |             |                   |                   |                   |                   |                   |                   |                 |

## 같이 보기
- 들기름
- 콩기름